# Mexique aux Jeux olympiques d'été de 2008
Le Mexique aux Jeux olympiques d'été de 2008 a envoyé une délégation composée de 81 compétiteurs dans 21 disciplines sportives : 25 en athlétisme, 1 en badminton, 4 en boxe, 4 en kayak, 2 en cyclisme, 7 en plongeon, 1 en équitation, 1 en escrime, 1 en gymnastique, 2 en judo, 2 en haltérophilie, 6 en natation, 3 en natation synchronisée, 2 en pentathlon moderne, 3 en aviron, 1 en tennis de table, 4 en tir à l'arc, 4 en tir, 2 en triathlon, 3 en voile, 2 en beach volley.

## Bilan
| Place | Sport         | Médaille d'or, Jeux olympiques | Médaille d'argent, Jeux olympiques | Médaille de bronze, Jeux olympiques | Total |
| 4     | Taekwondo     | 2                              | 0                                  | 0                                   | 2     |
|       | Haltérophilie | 0                              | 0                                  | 1                                   | 1     |
| 10    | Plongeon      | 0                              | 0                                  | 1                                   | 1     |
| Total | Total         | 2                              | 0                                  | 2                                   | 4     |

## Médaillés mexicains

### Médailles d'or
| Sport              | Discipline  | Sportifs          | Performance                                                     |
| Médailles d'or : 2 |             |                   |                                                                 |
| Taekwondo          | - 58 kg (H) | Guillermo Perez   | Mexique 1 - 1 République dominicaine (victoire par supériorité) |
| Taekwondo          | + 67 kg (F) | María del Rosario | Mexique 3 - 1 Norvège                                           |

### Médailles d'argent
| Sport                  | Discipline | Sportifs | Performance |
| Médailles d'argent : 0 |            |          |             |

### Médailles de bronze
| Sport                   | Discipline                                    | Sportifs                     | Performance |
| Médailles de bronze : 2 |                                               |                              |             |
| Plongeon                | Plongeon synchronisé Tremplin à 10 mètres (F) | Paola Espinosa Tatiana Ortiz | 363,54 pts  |
| Haltérophilie           | Moins de 75 kg (F)                            | Damaris Gabriela Aguirre     | 245         |

## Athlètes mexicains par sports[2]

### Athlétisme
| Hommes - 1 500 m : - Juan Luis Barrios - 5 000 m : - David Galvan - Juan Luis Barrios - Saut en hauteur : - Gerardo Martinez - Saut à la perche : - Giovanni Lanaro - 20 km marche : - David Mejia - Eder Sanchez - 50 km marche : - Marion Ivan Flores - Jesus Sanchez - Horacio Nava - Marathon : - Francisco Bautista - Procopio Franco - Carlos Cordero - 10 000 m : - David Galvan - Alejandro Suarez - Juan Carlos Romero (en) | Femmes - 400 m : - Gabriela Medina - Saut en hauteur : - Romary Rifka - Marathon : - Karina Perez - Patricia Reitz - Madai Perez - 10 000 m : - Dulce Maria Rodriguez - Relais 4×400 m : - Nallely Vela, Zudikey Rodriguez, Ruth Grajeda, Karla Duenas, Gabriela Medina et Maria Teresa Rugiero |

#### Hommes
| Epreuve          | Athlète            | Séries       | Séries | Quarts de finale | Quarts de finale | Demi-finales | Demi-finales | Finale       | Finale |
| Epreuve          | Athlète            | Résultat     | Rang   | Résultat         | Rang             | Résultat     | Rang         | Résultat     | Rang   |
| ---------------- | ------------------ | ------------ | ------ | ---------------- | ---------------- | ------------ | ------------ | ------------ | ------ |
| 1 500 mètres     | Juan Luis Barrios  | DNS          | /      | -                | -                | -            | -            | -            | -      |
| 5 000 mètres     | David Galvan       | DNS          | /      | -                | -                | -            | -            | -            | -      |
| 5 000 mètres     | Juan Luis Barrios  | 13 min 42.39 | 7e Q   | NC               | NC               | NC           | NC           | 13 min 19.79 | 7e     |
| 10 000 mètres    | David Galvan       | NC           | NC     | NC               | NC               | NC           | NC           | DNF          | /      |
| 10 000 mètres    | Alejandro Suarez   | NC           | NC     | NC               | NC               | NC           | NC           | 29 min 24.78 | 35e    |
| 10 000 mètres    | Juan Carlos Romero | NC           | NC     | NC               | NC               | NC           | NC           | 28 min 26.57 | 29e    |
| 20 km marche     | David Mejia        | NC           | NC     | NC               | NC               | NC           | NC           | 1h 26 min 45 | 36e    |
| 20 km marche     | Éder Sánchez       | NC           | NC     | NC               | NC               | NC           | NC           | 1h 21 min 53 | 15e    |
| 50 km marche     | Mario Ivan Flores  | NC           | NC     | NC               | NC               | NC           | NC           | 3h 58 min 04 | 23e    |
| 50 km marche     | Jesús Sánchez      | NC           | NC     | NC               | NC               | NC           | NC           | 3h 52 min 58 | 18e    |
| 50 km marche     | Horacio Nava       | NC           | NC     | NC               | NC               | NC           | NC           | 3h 45 min 21 | 6e     |
| Saut en hauteur  | Gerardo Martínez   | 2,15m        | 17e    | -                | -                | -            | -            | -            | -      |
| Saut à la perche | Giovanni Lanaro    | 5,45m        | 13e    | -                | -                | -            | -            | -            | -      |

#### Femmes
| Épreuve               | Athlète               | Séries      | Séries | Quarts de finale | Quarts de finale | Demi-finales | Demi-finales | Finale       | Finale |
| Épreuve               | Athlète               | Résultat    | Rang   | Résultat         | Rang             | Résultat     | Rang         | Résultat     | Rang   |
| --------------------- | --------------------- | ----------- | ------ | ---------------- | ---------------- | ------------ | ------------ | ------------ | ------ |
| 400 mètres            | Gabriela Medina       | 51.96       | 3e Q   | NC               | NC               | 52.97        | 8e           | -            | -      |
| 10 000 mètres         | Dulce Maria Rodriguez | NC          | NC     | NC               | NC               | NC           | NC           | 32 min 58.04 | 27e    |
| Marathon              | Karina Perez          | NC          | NC     | NC               | NC               | NC           | NC           | 2h 47 min 02 | 61e    |
| Marathon              | Patricia Rétiz        | NC          | NC     | NC               | NC               | NC           | NC           | 2h 39 min 34 | 55e    |
| Marathon              | Madaí Pérez           | NC          | NC     | NC               | NC               | NC           | NC           | 2h 31 min 47 | 19e    |
| Relais 4 × 400 mètres | Ruth Grajeda          | 3 min 30.36 | 7e     | -                | -                | -            | -            | -            | -      |
| Relais 4 × 400 mètres | Gabriela Medina       | 3 min 30.36 | 7e     | -                | -                | -            | -            | -            | -      |
| Relais 4 × 400 mètres | Nallely Vela          | 3 min 30.36 | 7e     | -                | -                | -            | -            | -            | -      |
| Relais 4 × 400 mètres | Zudikey Rodríguez     | 3 min 30.36 | 7e     | -                | -                | -            | -            | -            | -      |
| Saut en hauteur       | Romary Rifka          | NM          | /      | -                | -                | -            | -            | -            | -      |

### Aviron
| Hommes - 1 de couple : - Patrick Loliger | Femmes - 2 de couple poids légers : - Gabriela Huerta et Lila Perez Rul |

| Athlète(s)      | Compétition | Série         | Série | Quart de finale | Quart de finale | Demi-finale   | Demi-finale | Finale                 | Finale |
| Athlète(s)      | Compétition | Temps         | Rang  | Temps           | Rang            | Temps         | Rang        | Temps                  | Rang   |
| --------------- | ----------- | ------------- | ----- | --------------- | --------------- | ------------- | ----------- | ---------------------- | ------ |
| Patrick Loliger | Skiff       | 7 min 22 s 55 | 3e    | 7 min 04 s 30   | 4e              | 7 min 15 s 53 | 1er         | Finale C 7 min 03 s 97 | 3e     |

### Boxe
Hommes
- 54 kg (poids coq) :
  - Oscar Valdez
- 57 kg (poids plume) :
  - Arturo Santos Reyes
- 60 kg (poids légers) :
  - Francisco Javier Vargas

| Athlète             | Catégorie            | 16e de finale            | 8e de finale         | Quart de finale       | Demi-finale         | Finale              |
| Athlète             | Catégorie            | Adversaire Résultat      | Adversaire Résultat  | Adversaire Résultat   | Adversaire Résultat | Adversaire Résultat |
| ------------------- | -------------------- | ------------------------ | -------------------- | --------------------- | ------------------- | ------------------- |
| Óscar Valdez        | Poids coqs (-54Kg)   | Badar-Bugan Défaite 4-15 | -                    | -                     | -                   | -                   |
| Arturo Santos Reyes | Poids plumes (-57Kg) | Okoth Victoire 6-2       | Alaa Victoire 14-2   | Djelkhir Défaite 9-14 | -                   | -                   |
| Francisco Vargas    | Poids légers (-60Kg) | Soloniaina Victoire 9-2  | Popescu Défaite 4-14 | -                     | -                   | -                   |

### Canoë-kayak

#### En eaux calmes
Hommes
- 1 000 m kayak monoplace (K1) :
  - Manuel Cortina
- 1 000 m canoë monoplace (C1) :
  - Jose Everardo Cristobal
- 500 m canoë biplace (C2) :
  - Jose Everardo Cristobal et Dimas Camilo
- 1 000 m canoë biplace (C2) :
  - Jose Everardo Cristobal et Dimas Camilo

| Athlète                 | Compétition | Éliminatoires  | Éliminatoires | Demi-finales   | Demi-finales | Finale A | Finale A |
| Athlète                 | Compétition | Temps          | Rang          | Temps          | Rang         | Temps    | Rang     |
| ----------------------- | ----------- | -------------- | ------------- | -------------- | ------------ | -------- | -------- |
| Manuel Cortina          | K1 500m     | 1 min 40 s 626 | 4e            | 1 min 48 s 333 | 7e           | -        | -        |
| Manuel Cortina          | K1 1000m    | 3 min 41 s 433 | 7e            | 3 min 43 s 017 | 7e           | -        | -        |
| Jose Everardo Cristobal | C1 1000m    | 4 min 15 s 280 | 6e            | 4 min 04 s 267 | 6e           | -        | -        |
| Jose Everardo Cristobal | C2 500m     | 1 min 54 s 090 | 8e            | 1 min 48 s 853 | 9e           | -        | -        |
| Dimas Camilo            | C2 500m     | 1 min 54 s 090 | 8e            | 1 min 48 s 853 | 9e           | -        | -        |
| Jose Everardo Cristobal | C2 1000m    | 3 min 51 s 684 | 6e            | 3 min 49 s 695 | 7e           | -        | -        |
| Dimas Camilo            | C2 1000m    | 3 min 51 s 684 | 6e            | 3 min 49 s 695 | 7e           | -        | -        |

### Cyclisme

#### Route
| Hommes - Course sur route : - Moisés Aldape | Femmes - Course sur route : - Alessandra Giusseppina Grassi |

| Athlète       | Compétition     | Temps         | Rang |
| ------------- | --------------- | ------------- | ---- |
| Moisés Aldape | Course en ligne | 6 h 28 min 08 | 46e  |

### Équitation
Mixte
- Dressage individuel :
  - Bernadette Pujals
- Saut d'obstacles individuel :
  - Alberto Michan
  - Enrique Gonzalez
  - Federico Fernandez
- Saut d'obstacles par équipes :
  - Antonio Chedraui, Federico Fernandez, Enrique Gonzalez et Alberto Michan

### Gymnastique

#### Artistique
Femmes
- Qualification :
  - Maricela Cantu Mata

### Haltérophilie
Femmes
- 63 kg :
  - Luz Mercedes Acosta
- 75 kg :
  - Damaris Aguirre

### Judo
| Hommes - 100 kg : - Arturo Martinez | Femmes - + 78 kg : - Vanessa Zambotti |

### Sports aquatiques

#### Natation
| Hommes - 100 m papillon : - Juan Jose Veloz - 200 m papillon : - Juan Jose Veloz - 10 km marathon : - Luis Escobar | Femmes - 400 m nage libre : - Susana Escobar - 800 m nage libre : - Susana Escobar - 100 m brasse : - Adriana Marmolejo - 200 m brasse : - Adriana Marmolejo - 100 m dos : - Fernanda Gonzalez - 200 m dos : - Fernanda Gonzalez - 400 m 4 nages individuel : - Susana Escobar - 10 km marathon : - Imelda Martinez |

#### Natation synchronisée
Femmes
- Duo :
  - Blanca Isabel Delgado et Mariana Cifuentes

#### Plongeon
| Hommes - Tremplin 3 m : - Yahel Castillo - Haut-vol 10 m : - Rommel Pacheco | Femmes - Tremplin 3 m : - Jashia Luna - Laura Sánchez - Haut-vol 10 m : - Paola Espinosa - Tatiana Ortiz - Haut-vol 10 m synchronisé : - Tatiana Ortiz et Paola Espinosa |

### Taekwondo
Femmes
- - 57 kg :
  - Azize Tanrikulu
- - 67 kg :
  - Sibel Guler

### Tir
| Hommes - 10 m rifle à air : - Roberto Elias - Jose Luis Sanchez - Skeet : - Ariel Mauricio Flores | Femmes - 50 m rifle 3 positions : - Natalia Zamora |

### Tir à l'arc
| Hommes - Epreuve individuelle : - Eduardo Velez - Juan Rene Serrano | Femmes - Epreuve individuelle : - Mariana Avitia - Aida Roman |

### Voile
| Hommes - RS:X : - David Mier Y Teran | Femmes - RS:X : - Demita Vega - Laser radial : - Tania Elias Calles |

### Volley-ball

#### De plage
Femmes
- Mayra García et Bibiana Candelas